# Dziadek Leon
Dziadek Leon (fr. Léon la came) – francuska seria komiksowa autorstwa Sylvaina Chometa (scenariusz) i Nicolasa de Crécy (rysunki). Ukazała się w trzech tomach w latach 1995–1998 nakładem wydawnictwa Casterman. Pierwsze dwa tomy serii ukazały się pierwotnie w odcinkach we francuskim czasopiśmie komiksowym À suivre w latach 1993–1995. Po polsku opublikowało ją wydawnictwo Egmont Polska w latach 2008–2009 w dwóch tomach (tom drugi zawiera dwa ostatnie albumy serii oryginalnej).

## Fabuła
W 1921 roku Léonce Houx-Wardiougue założył fabrykę kosmetyków. Obecnie jego syn Aymard przejął stery interesów i próbuje stworzyć nowoczesne przedsiębiorstwo. Géraldo-Georges, zwany Gégé, syn Aymarda i wnuk Léonce'a, zajmuje się kampanią marketingową zorganizowaną wokół osoby dziadka, mającą na celu odbudowę potęgi rodzinnej firmy. Gégé jest nieśmiałym tchórzem, dlatego ojciec nim pogardza. Jednak Léon postanawia wprowadzić wnuka w prawdziwe życie. Pomaga mu odnaleźć własną drogę – na zgubę reszty rodu. Po śmierci dziadka wnuk w samodzielnym życiu zmaga się z przeciwnościami losu. Ciężarna żona Gégé traci dziecko, nikt nie rozumie prowadzonego przez niego teatrzyku lalkowego, brakuje mu pieniędzy, rodzina się do niego nie przyznaje. Mimo pochłaniającej go depresji Gégé potrafi przekonać samego siebie, że przecież był i nadal jest zwycięzcą, prawdziwym mężczyzną, któremu potrzeba wyzwań.

## Tomy
| Tom | Tytuł i rok wydania polskiego  | Tytuł i rok wydania oryginalnego | Uwagi                                                              |
| --- | ------------------------------ | -------------------------------- | ------------------------------------------------------------------ |
| 1   | Dziadek Leon (2008)            | Léon la came (1995)              |                                                                    |
| 2   | Brzydki, biedny i chory (2009) | Laid, pauvre et malade (1997)    | W polskim wydaniu oba tomy ukazały się w jednym albumie zbiorczym. |
| 3   | Módl się za nami (2009)        | Priez pour nous (1998)           | W polskim wydaniu oba tomy ukazały się w jednym albumie zbiorczym. |

## Nagrody
Za tom pt. Brzydki, biedny i chory twórcy serii otrzymali w 1998 roku nagrodę Alph'Art za najlepszy komiks francuski na Międzynarodowym Festiwalu Komiksu w Angoulême.